# Samir Benghanem
Samir Benghanem (* 10. Dezember 1993 in Den Haag) ist ein niederländischer Handballspieler.

## Karriere

### Verein
Der 1,95 m große Kreisläufer spielte zunächst für den niederländischen Verein HV Hellas, bevor er 2014 zu Green Park/Aalsmeer wechselte. 
Mit diesem Klub gewann er 2018, 2019, 2021 und 2022 die HandbalNL League. In der multinationalen BENE-League erreichte die Mannschaft 2018 und 2022 den dritten Rang. Im Europapokal spielte man im EHF Challenge Cup 2015/16 und im EHF-Pokal 2018/19.

### Nationalmannschaft
In der niederländischen Nationalmannschaft debütierte Benghanem am 30. Oktober 2013 gegen Griechenland. 
Er stand im Aufgebot für die Europameisterschaften 2020 (17. Platz) und 2022 (10. Platz) sowie die Weltmeisterschaft 2023.
Er stand im Kader für die Europameisterschaft 2024 und belegte mit den Niederlanden den 12. Platz. Im Turnier verletzte er sich im Spiel gegen Schweden am Knie.